# تومي شارفن
تومي سكيرفن (بالنرويجية: Tommy Skjerven)‏ (مواليد 25 يوليو 1967) حكم كرة قدم النرويجي . بدأ مسيرته التحكيمية في سنة 1984 . قرر الاتحاد الدولي لكرة القدم اعتماده حكما دوليا في سنة 2001 .